# Jett
Jett är en amerikansk actiondramaserie som hade premiär sommaren 2019. Samtliga avsnitt har Sebastian Gutierrez som regissör och manusförfattare.
Serien handlar om Daisy "Jett" Kowalski, en tjuv i världsklass. Nyligen frigiven ur fängelset tvingas hon tillbaka till att göra det hon är bäst på. Charlie Baudelaire, gangsterboss och tillika Jetts älskare, vill utnyttja hennes färdigheter för sina egna syften.

## Roller (i urval)
- Carla Gugino – Jett
- Giancarlo Esposito – Charlie Baudelaire
- Elena Anaya – Maria
- Gaite Jansen – Phoenix